# Lipót Baumhorn
Lipót sau Leopold Baumhorn (n. 28 decembrie 1860, Kisbér - d. 8 iulie 1932, Kisbér) a fost un arhitect maghiar, de origine evreiască. A proiectat circa 24 de sinagogi în întregul Imperiu Austro-Ungar, și apoi în Ungaria de după Primul Război Mondial. De asemenea, a proiectat și numeroase clădiri de locuințe, vile, școli și instituții publice.

## Biografie
Lipót Baumhorn s-a născut într-o familie de evrei din localitatea Kisbér, districtul Komárom, din nord-vestul Ungariei.
După studii la Liceul real din Győr, a studiat la Politehnica din Viena. La terminarea studiilor s-a stabilit la Budapesta, unde a lucrat vreme de 12 ani (1883-1894) în biroul arhitecților Ödön Lechner și Gyula Pártos. Între anii 1893-1899 s-a perfecționat în Italia, iar după aceea, în 1904, în orașe din Europa centrală.
Baumhorn a murit la 72 ani în orășelul natal și a fost înhumat la Cimitirul central  evreiesc din Budapesta. Pe mormânt au fost însemnate sinagogile pe care le-a proiectat în cursul vieții, precum și imaginea celei mai mari dintre ele, Sinagoga neologă din Szeged.

## Clădiri proiectate
- Timișoara: Palatul Apelor, Palatul Lloyd, Casa Comunității Izraelite, Sinagoga din Fabric.
- Brașov: Sinagoga neologă
- Ungaria: diferite sinagogi în Budapesta, Esztergom, Szeged.
- Sinagoga din Becicherecul Mare (Serbia)